# Praia da Enseada (São Francisco do Sul)
A Praia da Enseada é a principal praia da cidade de São Francisco do Sul, localizada no estado de Santa Catarina, Brasil. A praia da Enseada possui águas calmas e é própria para banho em seus 3 km de extensão. Nesta área da cidade localizam-se a maior quantidade de estabelecimentos, hotéis e atrações turísticas do município.